# Lucius Aconius Statura
Lucius Aconius Statura (vollständige Namensform Lucius Aconius Luci filius Clustumina Statura) war ein im 1. und 2. Jahrhundert n. Chr. lebender Angehöriger der römischen Armee. Durch eine Inschrift, die in Tifernum Mataurense gefunden wurde, ist seine militärische Laufbahn bekannt.
Statura diente als Centurio in den folgenden Legionen: in der Legio XI Claudia pia fidelis, in der Legio IIII Flavia Felix, in der Legio V Macedonica und in der Legio VII Claudia pia fidelis. Er erhielt in zwei Kriegen als militärische Auszeichnungen Torques, Armillae, Phalerae und eine Corona vallaris. Das erste Mal wurde er von einem Vorgänger (a prioribus principibus) von Trajan (98–117) für seine Leistungen in einem Krieg gegen Germanen und Sarmaten (donis donato ob bellum Germanicum et Sarmaticum) ausgezeichnet und das zweite Mal von Trajan in einem der beiden Dakerkriege (donis donato ab Imperatore Traiano Augusto Germanico ob bellum Dacicum). Unter Trajan wurde er schließlich noch in den römischen Ritterstand aufgenommen (ex militia in equestrem dignitatem translato).
Statura war in der Tribus Clustumina eingeschrieben und stammte vermutlich aus Tifernum Mataurense. Die Inschrift wurde von seinem gleichnamigen Sohn errichtet.
Die Inschrift wird bei der EDCS auf 117/131 datiert. James Robert Summerly datiert die Laufbahn von Statura zwischen 70 und 117.